# Championnats d'Europe de boxe amateur 1959
Navigation
Édition précédente Édition suivante
La 13e édition des championnats d'Europe de boxe amateur s'est déroulée à Lucerne, Suisse, du 23 au 31 mai 1959. 

## Résultats

### Podiums
| Catégories                    | Or                     | Argent          | Bronze                             |
| Poids mouches (-51 kg)        | Manfred Homberg        | Gyula Török     | Adam McClean Vladimir Stolnikov    |
| Poids coqs (-54 kg)           | Horst Rascher          | Oleg Grigoryev  | Zygmunt Zawadzki Miodrag Mitrović  |
| Poids plumes (-57 kg)         | Jerzy Adamski          | Peter Goschka   | André Juncker Orhan Tus            |
| Poids légers (-60 kg)         | Olli Mäki              | Dimitar Velinov | Iosif Mihalic Ferenc Kellner       |
| Poids super-légers (-63,5 kg) | Vladimir Yengibaryan   | Piero Brandi    | István Juhász Rupert König         |
| Poids welters (-67 kg)        | Leszek Drogosz         | Carmelo Bossi   | Henry Perry Bruno Guse             |
| Poids super-welters (-71 kg)  | Nino Benvenuti         | Henryk Dampc    | Rolf Caroli Dragoslav Jakovljević  |
| Poids moyens (-75 kg)         | Gennadiy Shatkov       | Tadeusz Walasek | Colin McCoy Harry Scott            |
| Poids mi-lourds (-81 kg)      | Zbigniew Pietrzykowski | Gheorghe Negrea | Leonid Senkin Giulio Saraudi       |
| Poids lourds (+81 kg)         | Andrey Abramov         | David Thomas    | Władysław Jędrzejewski Josef Němec |

### Tableau des médailles
| Place | Pays                 | Médaille d'or, Europe | Médaille d'argent, Europe | Médaille de bronze, Europe | Total |
| ----- | -------------------- | --------------------- | ------------------------- | -------------------------- | ----- |
| 1     | Pologne              | 3                     | 2                         | 2                          | 7     |
| 2     | Union soviétique     | 3                     | 1                         | 2                          | 6     |
| 3     | Allemagne de l'Ouest | 2                     | 1                         | 0                          | 3     |
| 4     | Italie               | 1                     | 2                         | 1                          | 4     |
| 5     | Finlande             | 1                     | 0                         | 0                          | 1     |
| 6     | Hongrie              | 0                     | 1                         | 2                          | 3     |
| 7     | Roumanie             | 0                     | 1                         | 1                          | 2     |
| 7     | Angleterre           | 0                     | 1                         | 1                          | 2     |
| 9     | Bulgarie             | 0                     | 1                         | 0                          | 1     |
| 10    | Irlande              | 0                     | 0                         | 3                          | 3     |
| 11    | Allemagne de l'Est   | 0                     | 0                         | 2                          | 2     |
| 11    | Yougoslavie          | 0                     | 0                         | 2                          | 2     |
| 13    | France               | 0                     | 0                         | 1                          | 1     |
| 13    | Autriche             | 0                     | 0                         | 1                          | 1     |
| 13    | Tchécoslovaquie      | 0                     | 0                         | 1                          | 1     |
| 13    | Turquie              | 0                     | 0                         | 1                          | 1     |
| Total | 16 pays médaillés    | 10                    | 10                        | 20                         | 40    |